# Governo Brnabić I
Il Governo Brnabić I è stato il quattordicesimo governo della Serbia, per un totale di 3 anni 4 mesi dal 29 giugno 2017 al 28 ottobre 2020. La sua formazione avviene in seguito all'elezioni a presidente della Repubblica di Aleksandar Vučić il quale presiedeva il ruolo di primo ministro nel precedente esecutivo.

## Situazione parlamentare
| Camera              | Collocazione     | Partiti | Seggi     |
| ------------------- | ---------------- | --- | --------- |
| Assemblea Nazionale | Maggioranza      | La Serbia sta vincendo (131),PS - SU (29),Verdi (1)                                                                | 161 / 250 |
| Assemblea Nazionale | Appoggio esterno | VMSZ/SVM (4) | 4 / 250   |
| Assemblea Nazionale | Opposizione      | PRS (22),DJB (16),Per una serbia Giusta (16),PD (13),Unione per una Serbia Migliore (13),CDBS (2),PADS (2),PAD (1) | 85 / 250  |

## Composizione
| Carica                                                                            | Titolare | Titolare | Titolare                | Partito politico | Partito politico |
| --------------------------------------------------------------------------------- | -------- | -------- | ----------------------- | ---------------- | ---------------- |
| Primo ministro                                                                    |          |          | Ana Brnabić             | PPS              |                  |
| Vice Primo ministro Ministro degli affari esteri                                  |          |          | Ivica Dačić             | PS               |                  |
| Ministro Edilizia, Trasporti e Infrastrutture                                     |          |          | Zorana Mihajlović       | PPS              |                  |
| Ministro degli interni                                                            |          |          | Nebojša Stefanović      | PPS              |                  |
| Ministro del Commercio,Turismo e Telecomunicazioni                                |          |          | Rasim Ljajic            | PSP              |                  |
| Ministro dell'Agricoltura, silvicoltura ed economia dell'acqua                    |          |          | Branislav Nedimović     | PPS              |                  |
| Ministero della Cultura e dell'Informazione                                       |          |          | Vladan Vukosavljević    | NI               |                  |
| Ministro della Difesa                                                             |          |          | Aleksandar Vulin        | MDS              |                  |
| Ministro dell'economia                                                            |          |          | Goran Knežević          | PPS              |                  |
| Ministero dell'ambiente                                                           |          |          | Goran Trivan            | PS               |                  |
| Ministro dell'istruzione, scienza e sviluppo tecnologico                          |          |          | Mladen Šarčević         | NI               |                  |
| Ministro dell'integrazione europea                                                |          |          | Jadranka Joksimovic     | PPS              |                  |
| Ministro delle finanze                                                            |          |          | Siniša Mali             | PPS              |                  |
| Ministro della Salute                                                             |          |          | Zlatibor Lončar         | PPS              |                  |
| Ministero della Giustizia                                                         |          |          | Nela Kuburovic          | PPS              |                  |
| Ministero del Lavoro,dell'occupazione, e delle politiche sociali                  |          |          | Zoran Đorđević          | PPS              |                  |
| Ministro delle miniere e dell'Energia                                             |          |          | Aleksandar Antić        | PS               |                  |
| Ministro dello Sport e della gioventù                                             |          |          | Vanja Udovičić          | PPS              |                  |
| Ministero della Pubblica Amministrazione e Autonomie Locali                       |          |          | Branko Ruzic            | PS               |                  |
| Ministro dell'innovazione e dello sviluppo tecnologico                            |          |          | Nenad Popovic           | PPS              |                  |
| Ministero dello sviluppo regionale                                                |          |          | Milan Krkobabić         | SG               |                  |
| Ministro dello Prevenzione della violenza e protezione dei bambini e dei disabili |          |          | Slavica Đukić Dejanović | PS               |                  |